# Fissidens pendulus
Fissidens pendulus là một loài Rêu trong họ Fissidentaceae. Loài này được (Lindb.) Lindb. & Arnell mô tả khoa học đầu tiên năm 1890.